# Списък на микрорегионите на Амапа
Това е списък на микрорегионите на бразилския щат Амапа; поделен е на следните четири микрорегиона:
1. Амапа
2. Мазагао
3. Макапа
4. Ояпоки